# Chasqui

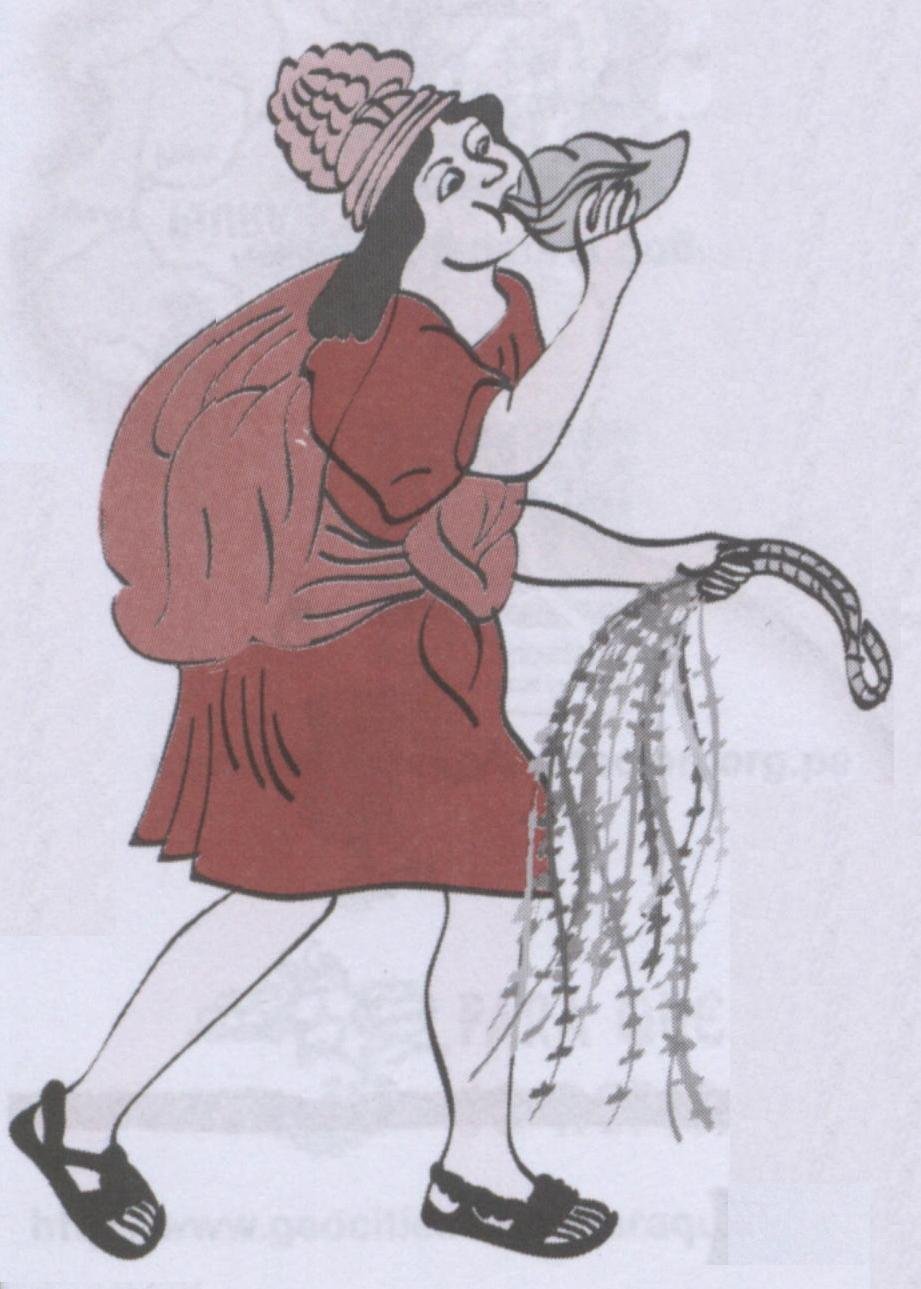
Ilustração de chasqui.

No Império Inca, os chasquis eram ágeis e habilidosos corredores que se revezavam, de um posto ao outro, na missão de entregar as mensagens oficiais de governo ou objetos. Com o crescimento de seu território, os Incas haviam construído estradas visando a uma maior integração entre as regiões do Império, e os chasquis formavam um eficiente sistema de correio na época.